# 犬童球渓
犬童 球渓（いんどう きゅうけい、1879年3月20日 - 1943年10月19日）は、日本の詩人、作詞家、教育者。

## 経歴
熊本県球磨郡藍田村（現在の人吉市）生まれ。本名は「犬童信蔵（いんどう のぶぞう）」というが、球磨川の渓谷に生まれたことから「球渓」というペンネームをつけた。1901年、熊本師範学校を卒業し、宇土郡網田尋常小学校に勤務する。1905年3月、東京音楽学校甲種師範科を卒業し、兵庫県立柏原中学校（現在の兵庫県立柏原高等学校）に勤務する。1906年に新潟高等女学校（現在の新潟県立新潟中央高等学校）、1908年に熊本県立高等女学校（現在の熊本県立第一高等学校）、1918年に人吉高等女学校（現在の熊本県立人吉高等学校）に赴任。1943年、人吉市で自殺。
新潟高等女学校赴任中に訳した『旅愁』、『故郷の廃家』が明治40年（1907年）の「中等教育唱歌集」に取り上げられ、現在でも広く歌われている。犬童球渓はこれらの代表作も含めて、生涯に250曲ほどの西洋歌曲の翻訳作詞を残した。彼の訳詞の特徴として、英語からの直訳を嫌い、日本語らしい表現にこだわった点などが挙げられる。

## 作品

### 作曲
- 兵庫県立柏原中学校校歌（上原延蔵 詞、佐佐木信綱 校閲）[2][5]

### 訳詞
- 旅愁（ジョン・P・オードウェイ 曲）[注釈 1]
- 故郷の廃家（ウィリアム・ヘイス 曲）